# Kim Ji-woong
Kim Ji-woong (em coreano: 김지웅; nascido em 14 de dezembro de 1998), é um cantor e ator sul-coreano. Kim é mais conhecido por competir no reality show Boys Planet, onde ficou em 8º lugar no episódio final, o que lhe deu uma vaga no grupo masculino sul-coreano ZEROBASEONE. Antes disso, Kim era membro do grupo masculino INX sob o nome de Jinam até sua separação em 2017. Ele fez sua estreia como ator na série da web The Sweet Blood (2021), e é mais conhecido por seus papéis em Kissable. Lips (2022), Roommates of Poongduck 304 (2022) e The Good Bad Mother (2023).

## Vida pregressa
Kim Ji-woong nasceu em 14 de dezembro de 1998, em Wonju, Gangwon-do, Coreia do Sul. Ele tem dois irmãos: um irmão mais novo, dez anos mais novo que ele, e um irmão mais velho, um ano mais velho que ele.

## Carreira

### 2016–2018: Debut, disband e processo contra sua agência
Kim fez sua estreia como cantor em 2016 como membro do grupo masculino sul-coreano INX, sob o nome artístico de Jinam. O grupo se desfez no final de 2017 e em 2018, ajuizou ação contra sua agência pedindo a rescisão do contrato de exclusividade sob denúncia de maus-tratos. O Tribunal Distrital de Seul favoreceu o grupo no veredicto, anulando o contrato entre eles e a sua agência.

### 2018–2020: Ateen, B.I.T e Burn Up: Challenge to Billboard
Após a dissolução de seu grupo anterior, Kim se juntou ao grupo masculino de pré-debut Ateen sob o nome artístico de "King". O grupo deveria promover na Coreia do Sul após lançar o single "Boku wa Chotto Chigau" no Japão em 1º de setembro de 2018, mas o plano nunca foi concretizado. Seis dos dez membros do grupo processaram o CEO da sua empresa por agressão sexual. O grupo se desfez em 2019 depois que o grupo ganhou a ação e seu contrato foi rescindido.
Após a separação, Kim trabalhou como modelo na China Fashion Week. Depois disso, Kim e os ex-membros do Ateen, Segun, Joel e Rookie, juntaram-se ao grupo de pré-debut B.I.T. O grupo só foi promovido no Japão e se desfez em agosto de 2020.
Após a dissolução do B.I.T, Kim participou do reality show de sobrevivência de 2020 Burn Up: Challenge to Billboard. Venceu em primeiro lugar na categoria masculina e logo lançou o single "Sick of Love" junto com Kim Min-jung, que ficou em primeiro lugar na categoria feminina.

### 2021 – presente: Debut como ator, Boys Planet e Zerobaseone

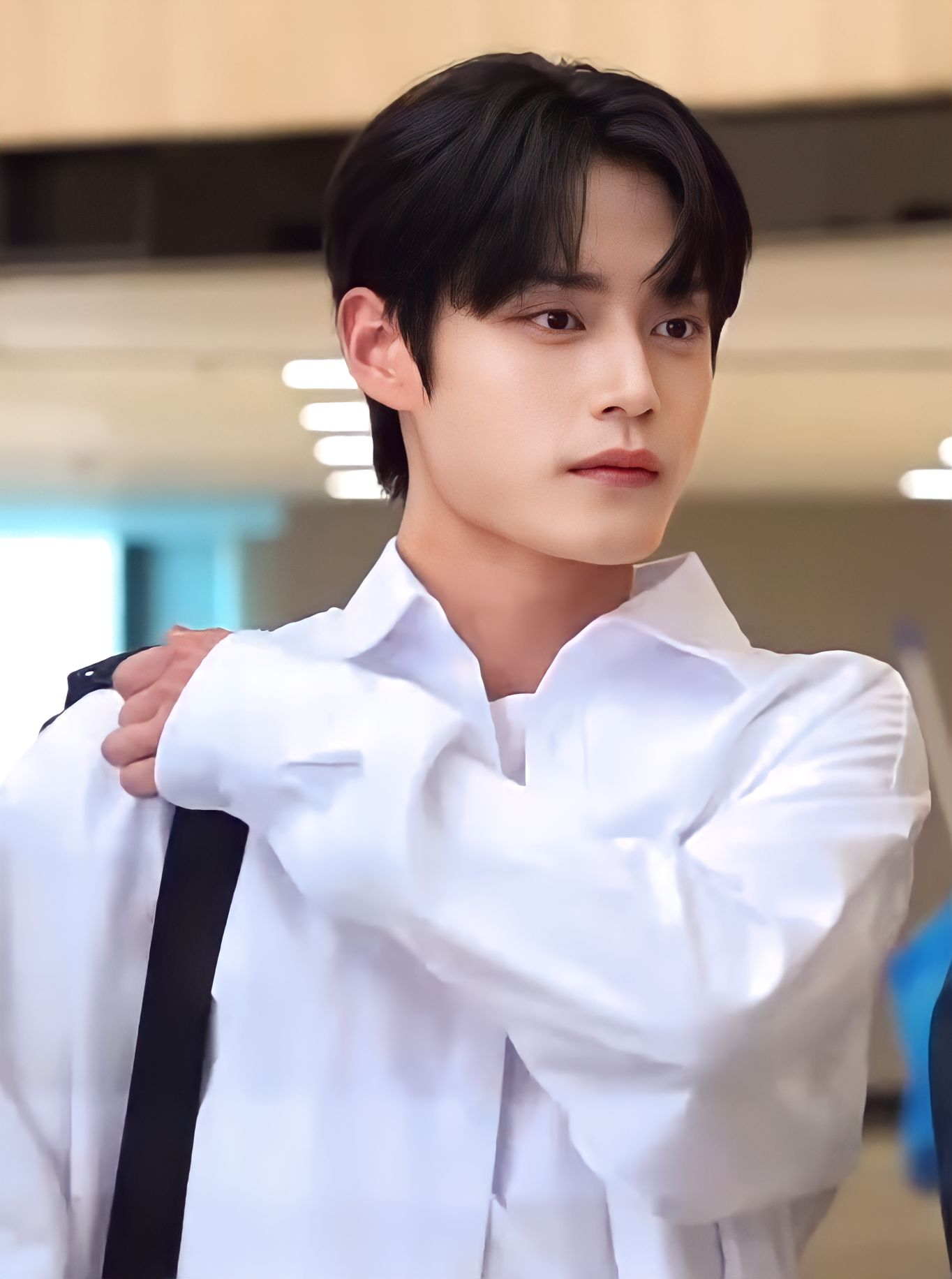
Kim em maio de 2023 após a conclusão do Boys Planet

Em 2021, Kim fez sua estreia como ator com seu primeiro papel principal na série da web da Naver TV chamada The Sweet Blood, que é adaptada do webtoon The Sweet Girl.
Em 2022, Kim atuou na série da web BL Kissable Lips. Kim então atuou na série da web Roommates of Poongduck 304, baseada em um romance de Noh Ga-jeong. A série ganhou uma atenção significativa e ficou em primeiro lugar no gênero BL no serviço de streaming sul-coreano "Watcha". Em 29 de dezembro, Kim foi apresentado como concorrente do reality show Boys Planet da Mnet.
Em 19 de março de 2023, o cantor Holland anunciou em suas contas de mídia social que Kim aparecerá no videoclipe de sua música intitulada "Number Boy" de seu mais novo álbum de mesmo nome, lançado em 30 de março. Kim ficou em 8º lugar com um total de 1.338.984 pontos no episódio final do Boys Planet, permitindo-lhe estrear com o grupo vencedor, Zerobaseone. Em maio, Kim interpretou Lee Ji-woong na série The Good Bad Mother.

## Discografia

### Singles
| Ano  | Título                              | Álbum   |
| ---- | ----------------------------------- | ------- |
| 2021 | "Sick of Love" (with Kim Min-jeong) | Burn Up |

### Aparições em trilha sonora
| Ano  | Título                             | Álbum                          |
| ---- | ---------------------------------- | ------------------------------ |
| 2022 | "Dream of You" (with Yoon Seo-bin) | Roommates of Poongduck 304 OST |
| 2022 | "I'll be..." (그런사람)            | Roommates of Poongduck 304 OST |

## Filmografia

### Filme
| Ano  | Título        | Papel      | Notas           | Ref.   |
| ---- | ------------- | ---------- | --------------- | ------ |
| 2022 | Kissable Lips | Kim Jun-ho | Papel principal | [ 19 ] |

### Séries de televisão
| Ano  | Título              | Papel        | Notas                                | Ref.   |
| ---- | ------------------- | ------------ | ------------------------------------ | ------ |
| 2023 | The Good Bad Mother | Lee Ji-woong | Papel coadjuvante (Ep. 5, 7, 8 e 11) | [ 18 ] |

### Série da web
| Ano  | Título                     | Papel        | Notas                   | Ref.   |
| ---- | -------------------------- | ------------ | ----------------------- | ------ |
| 2021 | The Sweet Blood            | Yoon Chi-woo | Papel principal         | [ 12 ] |
| 2022 | Don't Lie, Rahee           | Seol Ho-won  | Papel principal         | [ 20 ] |
| 2022 | Kissable Lips              | Kim Jun-ho   | Papel principal         | [ 13 ] |
| 2022 | Convenience Store Junkies  | Si-woo       | Papel de apoio          | [ 21 ] |
| 2022 | Pro, Teen                  | Eun Ga-ram   | Papel principal (Ep. 5) | [ 22 ] |
| 2022 | Roommates of Poongduck 304 | Ji Ho-jun    | Papel principal         | [ 14 ] |

### Shows de televisão
| Ano  | Título                          | Papel       | Notas                                               | Ref.                |
| ---- | ------------------------------- | ----------- | --------------------------------------------------- | ------------------- |
| 2020 | Burn Up: Challenge to Billboard | Concorrente | Ganhador                                            | [ 11 ]              |
| 2023 | Boys Planet                     | Concorrente | Terminou em oitavo lugar como membro do Zerobaseone | [ 2 ] [ 16 ] [ 19 ] |

### Programas na web
| Ano  | Título                     | Papel | Notas        | Ref.   |
| ---- | -------------------------- | ----- | ------------ | ------ |
| 2023 | Boy Detective Kim Ji-woong | MC    | 12 episódios | [ 23 ] |

### Aparições em videoclipes
| Ano  | Título                                                    | Artista(s)    | Ref.   |
| ---- | --------------------------------------------------------- | ------------- | ------ |
| 2014 | "Shut Up U" (시끄러워U)                                   | Wassup        | [ 24 ] |
| 2021 | "Into you" (빠져들겠어)                                   | OnlyOneOf     | [ 25 ] |
| 2021 | "So what, if the flowers are pretty" (꽃이 예뻐봤자 뭐해) | Shin Yong-jae | [ 26 ] |
| 2022 | "Beautiful Memories" (이별한 이유가 너무 아파)            | Lim Han-byul  | [ 27 ] |
| 2023 | "Number Boy"                                              | Holland       | [ 28 ] |

## Prêmios e indicações
| Cerimônia de premiação           | Ano  | Categoria                      | Nomeado(s) / Trabalho(s)   | Resultado | Ref. |
| -------------------------------- | ---- | ------------------------------ | -------------------------- | --------- | ---- |
| Seoul International Drama Awards | 2023 | Outstanding Asian Star - Korea | Roommates of Poongduck 304 | Indicado  |      |